# Chittaprosad Bhattacharya
Chittaprosad Bhattacharya (Naihati, 1915 - 1978) est un artiste politique indien du milieu du XXe siècle. Il privilégie l'aquarelle et la gravure, évitant l'huile sur toile. Bhattacharya a utilisé ses estampes pour diffuser les idées et la propagande de gauche.

## Biographie

### Jeunesse
Chittaprosad Bhattacharya naît en 1915 à Naihati dans l'actuelle district de North 24 Parganas, au Bengale-Occidental.
Il se radicalise comme étudiant du Collège gouvernement Chittagong au milieu des années 1930. Il rejoint le mouvement populaire pour résister à la fois à l'oppression coloniale britannique et à l'oppression féodale de la bourgeoisie indienne. Chittaprosad rejette le classicisme de l'école du Bengale et ses préoccupations spirituelles. En raison de son refus d'accepter les discriminations du système de castes, il n'utilise jamais son nom de famille brahmanique de son vivant. Il a écrit des articles et réalisé des illustrations incisives, qui montrent un grand talent pour le dessin.

### Carrière et style

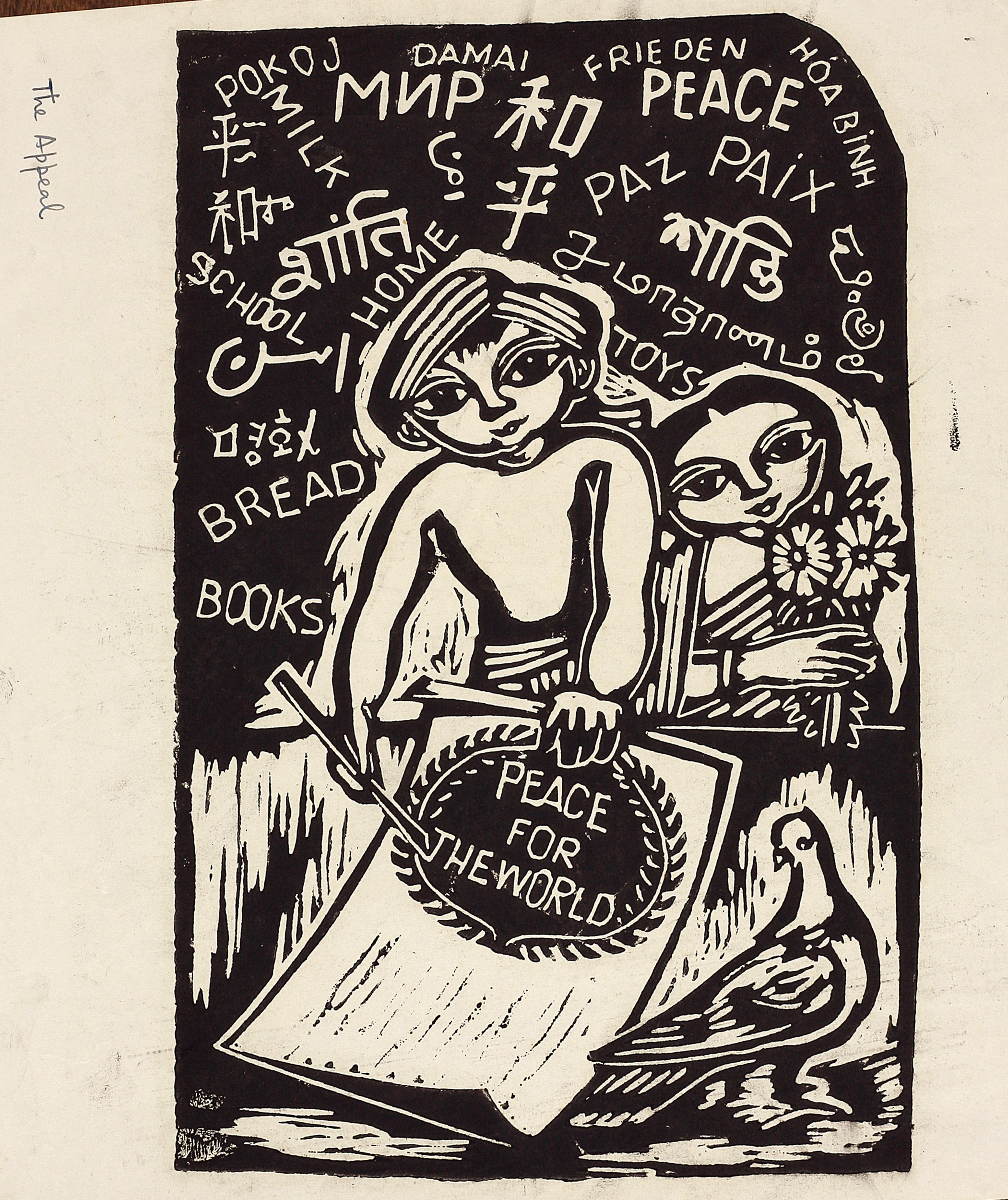
The Appeal, linogravure.

Les années les plus créatives de Chittraprosad ont commencé dans les années 1930. Il a fait la satire et a vivement critiqué les systèmes féodaux et coloniaux dans des esquisses à la plume et au crayon. L'artiste réformateur était également compétent dans la création de linogravures et de gravures sur bois avec une intention de propagande évidente. Etant donné que ces estampes peu coûteuses ont été créées pour le public plutôt que pour la galerie d'art, elles ont rarement été signées ou numérotées. Avec le temps, elles ont pris de la valeur en tant qu'œuvre d'art et sont aujourd'hui prisés par les collectionneurs.
En 1943, Chittaprosad couvre la famine du Bengale pour diverses publications communistes. Cela aboutit à sa première publication, Hungry Bengal. Il s’agit d’une attaque extrêmement provocatrice contre les pouvoirs politiques et sociaux de l’époque, et les autorités la suppriment presque immédiatement, saisissant et détruisant un grand nombre de personnes.
Chittaprosad s'installe de manière plus permanente à Bombay à partir de 1946. Les transformations subies par le Parti communiste entre 1948 et 1949 ont amené l’artiste à s'en dissocier, même s’il a continué à poursuivre ces thèmes politiques dans son art jusqu’à la fin de sa vie.
Dans les années qui ont précédé sa mort, l'artiste a consacré de plus en plus de temps au Mouvement mondial des partisans de la paix et à diverses actions pour aider les enfants pauvres.
Il est représenté au musée national de Prague, à la Galerie nationale d'art moderne de New Delhi, aux archives d'art d'Osians à Mumbai et à la collection Jane et Kito de Boer de Dubaï.